# Satyrus palaearcticus
Satyrus palaearcticus är en fjärilsart som beskrevs av Otto Staudinger 1889. Satyrus palaearcticus ingår i släktet Satyrus och familjen praktfjärilar. Inga underarter finns listade.